# Heliopolis Company for Housing and Development
Heliopolis Company for Housing and Development S.A.E. ist ein ägyptisches Unternehmen mit Sitz in Kairo. Es ist ein großer Immobilienentwickler Ägyptens und hat sich auf die Entwicklung von Wohnanlagen, Hotels, touristische Anlagen usw. spezialisiert. Das Unternehmen verfügt (Stand 2024) über Entwicklungsprojekte in Heliopolis, einem Stadtteil von Kairo, Obour Stadt, New Heliospolis und Heliopark.
Es ist Mitglied im EGX 30 Index an der Egyptian Exchange. Größter Aktionär ist die National Company for Construction & Development mit 72,25 % Anteilen. Sie ist dem Ministerium für öffentliche Wirtschaft angegliedert.
Im Jahr 2024 wurde das Unternehmen auf Platz 20 der Forbes-Liste der 50 wertvollsten Unternehmen in Ägypten geführt.

## Geschichte
Am 14. Februar 1906 wurde die Egypt Electrical Railway Company und die Ain Shams Oasis, eine ägyptische Aktiengesellschaft, gegründet. In diesem Zusammenhang wurde eine Fläche von 18.000 Acres (entspricht 79 Millionen Quadratmetern) von der ägyptischen Regierung an das Unternehmen verkauft, das später als New Egypt for Housing and Construction bekannt wurde.
Dem Unternehmen entwickelte den Vorort Heliopolis zu einer integrierten Stadt und richtete auch die Heliopolis Metro sowie die Strom- und Wasserversorgung ein. Im Jahre 1991 wurden diese Einrichtungen an die entsprechenden Behörden im Gouvernement Kairo übertragen.
Der Börsengang wurde am 27. September 2005 durchgeführt.